# گهواره دید شیراز
گهواره دید (گهبانهٔ دید) شهر شیراز که به گنبد عضد (گهواره زید) نیز مشهور است در دوره دیلمیان ساخته شده‌است. این بنای تاریخی در سمت چپ دروازه قرآن واقع شده و این اثر در تاریخ ۵ دی ۱۳۵۲ با شمارهٔ ثبت ۹۶۱ به‌عنوان یکی از آثار ملی ایران به ثبت رسیده است. بنای کلی این گهواره شبیه معماری بناهای دوره ساسانی است. چهار درگاه در چهار ضلع بنای مذکور وجود دارند که طول و عرض هر ضلع 4 متر و ارتفاع آن ها 3 متر است؛ ارتفاع گنبد نیز سه و نیم متر می باشد. دلیل ساخته شدن این چهار طاق بر روی قله کوه تاسیس مکانی جهت دیده بانی و خبررسانی بوده است. به عنوان مثال برای پیام رسانی های فوری و مهم از نشانه هایی مانند: تابش نور آیینه، راه انداختن دود، دمیدن در بوق و شیپور استفاده می کردند و در شب با روشن کردن آتش به برج های دیگر خبررسانی می کردند؛ بنابراین همانطور که انتظار می رود این بنا جایگاه سربازان و دیده بانان بوده است.